# Кубок европейских чемпионов (приз)
Ку́бок европе́йских чемпионов (англ. European Champion Clubs' Cup) — главный приз, ежегодно вручаемый организацией УЕФА футбольному клубу, одержавшему победу в турнире Лига чемпионов УЕФА. На данный момент трофеем владеет действующий победитель данного соревнования — «Пари Сен-Жермен», в этом сезоне они сумели выиграть свой первый трофей Лиги чемпионов за всю историю клуба.
Соревнование в своём старом формате до переименования разделило своё название с его главным призом. Согласно правилу, введённому в сезоне 1968/69, клуб, который выиграл трофей три раза подряд или пять раз в общей сложности, мог оставить его у себя, в своё вечное пользование, однако в 2009 году это правило претерпело изменения. По собственному кубку имеют «Реал Мадрид», «Аякс», «Бавария», «Милан» и «Ливерпуль».

## История
Оригинальный трофей, который стал призом турнира под названием Кубок европейских чемпионов, был подарен французской газетой L’Équipe. В 1966 году генеральный секретарь УЕФА Ханс Бангертер передал мадридскому «Реалу» оригинальный кубок. В то время испанская команда была действующим чемпионом и в общей сложности выиграла шесть титулов, включая первые пять соревнований с 1956 по 1960 год. Впоследствии Европейский футбольный союз обратился в бернскую мастерскую Юрга Штадельманна с просьбой изготовить новую версию трофея. Было разработано множество набросков предполагаемого приза, а итоговый вариант совместил в себе общую мозаику из них. Таким образом, шотландский «Селтик» стал первым клубом, получившим Кубок европейских чемпионов в его нынешнем виде, это произошло в 1967 году.
Из-за оригинального дизайна ручек кубка во многих странах мира его называют «Большие уши». Испанский вариант этого прозвища — «La Orejona», французский — «La Coupe aux grandes oreilles», итальянский — «La Coppa dalle grandi orecchie», русский — («Ушастый»). Кубок, который вручается в настоящее время, является шестым по счёту и используется с 2006 года, после того как «Ливерпуль» выиграл свой пятый Кубок европейских чемпионов в 2005 году. В преддверии сезона 2008/09 УЕФА внесла изменения в правила вручения приза, с того момента победители Лиги чемпионов получают на постоянное хранение лишь точную копию приза, а оригинал остаётся у УЕФА.

## Описание
Нынешний трофей главного клубного турнира Европы отличается от своего предшественника по дизайну. Старый кубок первоначально представлял собой большую серебряную амфору высотой 60 сантиметров с надписью на французском языке «Кубок европейских клубов чемпионов». Кубок Лиги чемпионов представляет собой серебряную амфору с золотым покрытием внутри. Высота современного кубка — 73,5 сантиметра, масса — семь с половиной килограмм, номинальная стоимость — 10 тысяч швейцарских франков. На задней стенке Кубка выгравированы названия клубов, становившихся его обладателями в разные годы.

## Победители

### Оригинальный кубок
- Реал Мадрид (6) — 1956, 1957, 1958, 1959, 1960, 1966
- Бенфика (2) — 1961, 1962
- Интернационале (2) — 1964, 1965
- Милан — 1963

### После смены дизайна
- Реал Мадрид (9) — 1998, 2000, 2002, 2014, 2016, 2017, 2018, 2022, 2024
- Милан (6) — 1969, 1989, 1990, 1994, 2003, 2007
- Бавария (6) — 1974, 1975, 1976, 2001, 2013, 2020
- Ливерпуль (6) — 1977, 1978, 1981, 1984, 2005, 2019
- Барселона (5) — 1992, 2006, 2009, 2011, 2015
- Аякс (4) — 1971, 1972, 1973, 1995
- Манчестер Юнайтед (3) — 1968, 1999, 2008
- Ноттингем Форест (2) — 1979, 1980
- Ювентус (2) — 1985, 1996
- Порту (2) — 1987, 2004
- Челси (2) — 2012, 2021
- Селтик — 1967
- Фейеноорд — 1970
- Астон Вилла — 1982
- Гамбург — 1983
- Стяуа — 1986
- ПСВ — 1988
- Црвена звезда — 1991
- Олимпик Марсель — 1993
- Боруссия (Дортмунд) — 1997
- Интернационале — 2010
- Манчестер Сити — 2023
- Пари Сен-Жермен — 2025